# Зубенко Сергій Валентинович
Сергій Валентинович Зубенко — український військовик, полковник, командувач 108 Дніпропетровської окремої бригади територіальної оборони, кавалер державних орденів.

## Відзнаки
- орден Данила Галицького (2024, за особисту мужність і самовідданість, виявлені у захисті державного суверенітету та територіальної цілісності України)[1]
- орден Богдана Хмельницького III ступеня (2017, за особисту мужність, самовідданість і високий професіоналізм, виявлені під час бойових дій та при виконанні службових обов’язків)[2]